# Capella de la Puríssima de Cóll
La Capella de la Puríssima de Cóll és una capella del poble de Cóll al municipi de la Vall de Boí (Alta Ribagorça) protegida com a Bé Cultural d'Interès Local.

## Descripció
Capella de planta rectangular adossada lateralment a un habitatge de tres plantes d'alçada. Antigament estava oberta a migjorn amb un gran arc continuació de la volta interior, i la coberta era a dues vessants. Actualment es troba modificada amb la façana tapiada amb porteta rectangular, finestres romboïdals i rosetó, coronada per un campanar de cadireta descentrat i amb coberta a una vessant, aixecada sobre l'anterior.